# Marcus Baker
Marcus Baker (Ostemo, comtat de Kalamazoo, 23 de setembre de 1849 - Washington D.C, 12 de desembre de 1903) va ser un geògraf i explorador estatunidenc.

## Biografia
Marcus Baker va nàixer en una granja d'Ostemo el 1849 en una família modesta, fill d'un pagès, John Baker.
Va estudiar al Kalamazoo College i després a la Universitat de Michigan on es diplomà el 1870.
Començà a treballar després com a professor de matemàtiques a l'Albion College i el 1871 esdevingué tutor de matemàtiques a la Universitat de Michigan. Dos anys després, el 1873, inicià la seva col·laboració amb la U.S. Coast and Geodetic Survey. De 1882 a 1884 era encarregat de l'observatori magnètic de Los Angeles.
El 1924 es donà el nom del geògraf al punt culminant de les muntanyes Chugach a l'estat d'Alaska, que es digué d'ençà aquell moment el mont Marcus Baker.